# HD 85725
HD 85725 är en ensam stjärna belägen i den norra delen av stjärnbilden Luftpumpen. Den har en skenbar magnitud av ca 6,29 och är mycket svagt synlig för blotta ögat där ljusföroreningar ej förekommer. Baserat på parallaxmätning inom Hipparcosuppdraget på ca 18,6 mas, beräknas den befinna sig på ett avstånd på ca 176 ljusår (ca 54 parsek) från solen. Den rör sig bort från solen med en heliocentrisk radialhastighet på ca 62 km/s.

## Egenskaper
HD 85725 är en gul till vit stjärna i huvudserien av spektralklass G1 V. Den har en massa som är ca 1,4 solmassor, en radie som är ca 2,7 solradier och har ca 8 gånger solens utstrålning av energi från dess fotosfär vid en effektiv temperatur av ca 5 900 K.